# Neotheronia lizzae
Neotheronia lizzae là một loài tò vò trong họ Ichneumonidae.